# Bernhard Gärde
August Bernhard ("Abe") Gärde, född 4 juni 1877 i Seglora i före detta Älvsborgs län, död 11 mars 1970 i Stockholm, var en svensk överstelöjtnant, byråchef och landshövding. Han var bror till Alfred och Natanael Gärde.
Bernhard Gärde blev civilingenjör vid Kungliga Tekniska högskolan 1899. Han blev mellan åren 1920 och 1928 byråchef för tekniska ärenden vid kommunikationsdepartementet. Under åren 1925 till 1931 var han styrelseledamot i AB Aerotransport, det som senare blev Scandinavian Airlines. Han var ordförande i 1944 års flygplansutredning som hanterade frågan om alternativa lägen för ett "Atlantflygfält" - en storflygplats i Stockholm, det som kom att bli Arlanda flygplats.
Han var landshövding i Norrbottens län mellan 1928 och 1937 samt hade samma position i Västmanlands län mellan 1937 och 1943. Bernhard Gärde blev kommendör med stora korset av Nordstjärneorden 1938. Han är gravsatt på Fritsla kyrkogård.